# Asplenium bourgaei
Asplenium bourgaei là một loài dương xỉ trong họ Aspleniaceae. Loài này được Boiss., Milde mô tả khoa học đầu tiên năm 1866.
Danh pháp khoa học của loài này chưa được làm sáng tỏ. 